# 당 (소부)
당(當, ? ~ 기원전 111년)은 전한 중기의 관료이다. '당'은 이름자로, 성씨는 알 수 없다.

## 행적
원정 2년(기원전 115년), 소부에 임명되었다.
원정 5년(기원전 112년), 당은 열후들이 조정에 순도가 규정에 미치지 못한 금(주금)을 헌납한 사실을 적발하였다. 무제는 승상 조주 이하 106명의 작위를 박탈하였고, 조주는 사실을 알고도 규탄하지 않은 죄로 스스로 목숨을 끊었다.
원정 6년(기원전 111년), 하옥되고 죽었다.

## 출전
- 반고, 《한서》 권19하 백관공경표 下 · 권24하 식화지 下

| 전임 조우 | 전한의 소부 기원전 115년 ~ 기원전 111년 | 후임 왕온서 |